# 玉淵寺
玉淵寺（ぎょくえんじ）は、京都府京都市上京区にある日蓮宗に属する寺院である。
寛文年間に開基され、その後、享保の大火・天明の大火に類焼、後に再建された。平成25年（2013）に寺域を刷新し小本堂を建立した。

## 交通アクセス
京都市営地下鉄烏丸線鞍馬口駅・今出川駅から徒歩15分。